# Bechem United
Der Bechem United Football Club ist ein Fußballverein aus dem ghanaischen Bechem, Ahafo Region.

## Geschichte
Bechem F.C. stieg im September 2011 als Meister der Zone Three Zonal Middle League, Gruppe 1 B zur Saison 2011/12 in die Ghana Premier League auf. Der Verein aus Bechem ist in enger Rivalität mit Brong Ahafo (B.A.) United und Bechem Chelsea. Bechem nahm 2007 an der Trofeo Karol Wojtyla teil, einen Jugendturnier in der Comune di Fiumicino, Provinz Roma, Region Lazio.

### Stadion
Der Verein trägt seine Heimspiele in der Ghana Premier League im Nana Gyeabour's Park aus, da die richtige Heimstätte, der Bechem Park (600 Plätze), den Anforderungen der Ghana Football Association nicht genügt.

### Management
Chief Executive Officer
- Kingsley Osei Bonsu

### Supporters
- Dr Hanna Bissiw (Politiker, Ministerium für Wasser)[7]

## Titel
- 2010: Zone Three Zonal Middle League (Meister Gruppe 1 B)[8]

## Bekannte Spieler
- Princebell Addico (ehemaliger Ghanaischer U-17 Nationalspieler und Primavera Spieler beim FC Parma)[9]
- Agyemang Asante (ehemaliger Ghanaischer U-17 Nationalspieler)
- Peter Ofori-Quaye (ehemaliger Ghanaischer Nationalspieler)[10]